# The Gorilla Mystery
The Gorilla Mystery är en amerikansk animerad kortfilm med Musse Pigg från 1930.

## Handling
En gorilla har rymt från en djurpark, och Musse Pigg ringer till Mimmi Pigg för att varna henne. Hon är dock inte rädd, utan sjunger istället en sång. Men så kommer gorillan och kidnappar henne. Det är upp till Musse att rädda henne.

## Om filmen
Gorillan som medverkar i filmen är ungefär likadant ritad som gorillorna i Musse Piggs senare filmer Den mekaniske boxaren och King Kongs överman, båda från 1933.
Filmen är den 22:a Musse Pigg-kortfilmen som producerades och den sjunde som lanserades år 1930.

## Rollista
- Walt Disney – Musse Pigg
- Marcellite Garner – Mimmi Pigg[4]